# Нін Лі (фізик)
Нін Лі - китайсько-американська вчена, відома своїми суперечливими твердженнями про антигравітаційні пристрої. У 1990-х роках вона працювала фізиком в Центрі космічної плазми та аерономічних досліджень Університету Алабами в Гантсвіллі. У 1999 році вона покинула університет, щоб створити компанію, AC Gravity LLC, для продовження антигравітаційних досліджень.

## Антигравітаційні ствердження
У серії статей, написаних у співавторстві з університетським фізиком Дугласом Торром і опублікованих між 1991 і 1993 роками, вона заявляла про практичний спосіб досягнення антигравітаційних ефектів. Вона стверджувала, що антигравітаційний ефект може бути створений обертаючими іонами, створюючими гравітатомагнітне поле, перпендикулярне їх осі обертання. У її теорії, якби велика кількість іонів могла бути вирівняна (в конденсаті Бозе – Ейнштейна), результуючий ефект був би дуже сильним гравітомагнітним полем, що створює сильну силу відштовхування. Вирівнювання може бути можливим шляхом захоплення надпровідних іонів у гратчастій структурі у високотемпературному надпровідному диску. Лі стверджувала, що експериментальні результати підтвердили її теорії.    Її твердження про наявність функціональних антигравітаційних приладів у той час з певним ентузіазмом цитувалося в популярній пресі та в науково-популярних журналах.   Однак у 1997 році Лі опублікувала статтю, в якій описувала експеримент, який показав, що ефект був дуже малим, якщо він взагалі існував. 
Як повідомляється, Лі покинула університет штату Алабама в 1999 році, щоб заснувати компанію AC Gravity LLC. AC Gravity LLC була нагороджена Міністерством оборони США грантом на $448 970 в 2001 році, щоб продовжити антигравітаційні дослідження. Період надання закінчився у 2002 році, але результати цього дослідження ніколи не оприлюднювалися. 
Хоча не існує жодних доказів того, що компанія коли-небудь виконувала будь-які інші роботи, станом на 2020 рік, AC Gravity все ще залишається в списку як діючий бізнес. 

## Зовнішні посилання
- Порушення закону тяжіння Стаття журналу Wired за 1998 р., В якій розглядається її робота, а також інші.
- Бозе-Ейнштейн та антигравітація (Archived) Розповідь про теорію роботи Лі та її майбутні плани з 1990-х років.